# Marasmianympha eupselias
Marasmianympha eupselias är en fjärilsart som beskrevs av Edward Meyrick 1929. Marasmianympha eupselias ingår i släktet Marasmianympha och familjen Crambidae. Inga underarter finns listade i Catalogue of Life.